# Teatro Politeama (Lima)
El teatro Politeama fue un teatro ubicado en la ciudad de Lima, en Perú.
Fue inaugurado el 18 de septiembre de 1878. Se ubicaba en el terreno de un antiguo circo, en la calle del sauce (posteriormente jirón Lampa y jirón Huaylas, a la espalda del Palacio de Justicia).
Tuvo una capacidad de 2000 personas. En su interior, junto a un jardín, existió un pequeño teatro, con capacidad para 2000 personas, que se usaba para funciones de aficionados.
En este teatro, en 1888, se pronunció el famoso discurso de Manuel González Prada.
En 1911 se incendia, lo que deja inoperativa para mostrar escenificaciones.